# Hiredinni, Manvi
Hiredinni là một làng thuộc tehsil Manvi, huyện Raichur, bang Karnataka, Ấn Độ.